# Syndicat national des basketteurs
 (mai 2012).
Le syndicat national des basketteurs ou SNB est un syndicat de basketteur français. Il a pour vocation de représenter tous les joueurs et joueuses professionnel(le)s de basket qui évoluent en France et qui bénéficient d’un contrat professionnel ou d’une convention de formation.

## Histoire

### La fondation: 1983
Dès 1983, Jacques Cachemire essaye de mobiliser les basketteurs en créant l’UNJBB (Union Nationale des Joueurs de Basket-Ball) mais cette tentative de regrouper les joueurs échoue face à leur manque de mobilisation.

### Le commencement: 1988
Le 6 avril 1988, le comité Comité des Clubs de Haut Niveau (CCHN) incluant les clubs de Nationale 1A et 1B, à savoir les deux divisions professionnelles, décide d’imposer aux joueurs des contrats d’une durée minimum de trois ans. Les meilleurs joueurs français visés par la mesure, la jugèrent inacceptable et le 25 avril 1988 à l’issue du match Limoges-Orthez, quatre joueurs (Richard Dacoury, Stéphane Ostrowski, Freddy Hufnagel et Daniel Haquet) réunissent la presse et indiquent leur désaccord, leur volonté d’être associés aux décisions de la ligue et de créer une organisation pour les représenter.
Le 9 mai, le projet de syndicat national des basketteurs professionnels (SNBP) est présenté à la presse. Il sera finalement dénommé SNB après une intervention de Robert Busnel, alors président de la FIBA, auprès de Jacques Monclar lui rappelant que le basket demeure amateur en Europe. L’assemblée générale constitutive se tient à l’INSEP le 19 mai 1988 et élit Jacques Monclar comme premier président de l’Union des joueurs. Il est accompagné par d’autres joueurs parmi lesquels Stéphane Ostrowski, Gregor Beugnot, Richard Dacoury et Christian Monschau.
En 2003, c'est Maurice Beyina, un ancien joueur professionnel qui a est élu à la présidence du SNB afin de remettre les basketteurs au cœur du dialogue social, pour défendre leurs droits et faire entendre leur voix. Durant quatre années, il a répondu aux attentes des joueurs et à surtout participé et signé la première convention collective du basket professionnel en juin 2005 afin d’améliorer les relations entre le joueur et son club.
En 2011, Aymeric Jeanneau, prend la présidence du SNB avec un objectif, la mise en place du statut de Joueurs Formés Localement (JFL), dans les championnats professionnels. Après de long mois de discussions et des actions de grève de la part des joueurs (All-star Game, refus de jouer toutes les premières possessions des rencontres), des propositions de modifications réglementaires sont mises en place, laissant plus de places dans les effectifs aux joueurs formés localement.
De février 2014 à mars 2018, Johan Passave-Ducteil est le président du SNB. Toujours en activité avec l’équipe de la JSF Nanterre en Pro A, il a défini ses priorités, la structuration du interne du SNB avec le recrutement de personnes supplémentaires et un effort principal sur la formation et la reconversion. Amara Sy lui succède en mars 2018.

## Les dates clés
- 19 mai 1988 : naissance du SNB
- 1989 : accord avec la LNB pour un intéressement de le SNB sur le All Star Game
- 1990 : première conciliation informelle organisée avec la ligue à la demande du SNB pour des conflits joueurs/clubs (Rabion et Gonthier) et mise en place d’une assurance adaptée pour les joueurs dans le cadre d’une convention entre le SNB et Europ Sport Assur (avec d’emblée un impact décisif sur le marché)
- juillet 1990 : Premier stage de préparation à la reconversion organisé à Paris avec la société Courtaud
- 1992 : création de l’association Basket Promotion
- 1993 : création d’une véritable commission juridique et de discipline au CCHN et défense des premiers joueurs. Le SNB lance avec Panini la première collection de carte consacrée au Basket français (septembre 1993). Action lors du match France-Italie à Coubertin pour l’obtention du Statut de Joker pour des joueurs au chômage.
- 1994 : la FFBB ouvre officiellement et statutairement son assemblée générale au SNB
- 28 mai 1996 : Le SNB chef de la délégation UBE, est reçu à Bruxelles par Karel Van Miert et Pádraig Flynn, les commissionnaires européens à propos de l’arrêt Bosman et de ses conséquences sur le basket.
- 1997 : après négociation, le SNB obtient des clubs le renforcement les accords limitant le nombre de joueurs naturalisés
- 2003 : le SNB remet les basketteurs au cœur du dialogue social par le biais de son nouveau président Maurice Beyina après une longue période d'inactivité.
- 2009 : mobilisation de tous les joueurs de Pro A et Pro B lors de la 25e journée de championnat et du All Star Game 2009. Étude sur la formation et reconversion des basketteurs, ayant pour but de faire un état des lieux de la situation particulière des basketteurs professionnels en France, en matière de formation et d'anticipation de fin de carrière.
- 2010 : mise en place du statut de joueurs formés localement (JFL) à partir de la saison 2010/2011, sur proposition du SNB
- 2012 : formation aux gestes de Premiers Secours organisés dans les clubs de Pro A et Pro B, à l'initiative du SNB, en partenariat avec la Croix-Rouge Française
- 2013 : étude « SNB Transition » ayant pour but de mesurer les difficultés de reconversion et de transition professionnelles des anciens basketteurs professionnels

## Les représentants (depuis mars 2018)[1]
Président : Amara Sy
- Vice-présidents : Alice Nayo et Jesse Delhomme
- Trésorier : Édouard Choquet
- Trésorier adjoint : Jean-François Reymond
- Secrétaire général : Moustafa Diallo
- Comité directeur : Jacques Alingue, Antoine Eito, Ilian Evtimov, Margaux Okou-Zouzouo, Johan Passave-Ducteil, Pierric Poupet.

## Présidents
- 1988-1989  : Jacques Monclar
- 1989-1995 : Patrick Cham
- 1995-1997 : Stéphane Ostrowski
- 2003-2007 : Maurice Beyina
- 2007-2008 : Yann Barbitch
- 2008-2010 : Mohamed Sy
- 2010-2014 : Aymeric Jeanneau
- 2014-2018 : Johan Passave-Ducteil
- Depuis 2018 : Amara Sy